# Science-Fiction-Jahr 1989
Übersicht

◄◄ | ◄ | 1985 | 1986 | 1987 | 1988 | Science-Fiction-Jahr 1989 | 1990 | 1991 | 1992 | 1993 | ► | ►►

Weitere Ereignisse